# Daria Pachabut
Daria Pachabut –en bielorruso, Дар'я Пачабут– (Vitebsk, 31 de diciembre de 1994) es una deportista bielorrusa que compite en halterofilia.
Ganó dos medallas en el Campeonato Europeo de Halterofilia, plata en 2016 y bronce en 2015. Participó en los Juegos Olímpicos de Río de Janeiro 2016, ocupando el sexto lugar en la categoría de 69 kg.

## Palmarés internacional
| Campeonato Europeo | Campeonato Europeo | Campeonato Europeo | Campeonato Europeo |
| Año                | Lugar              | Medalla            | Categoría          |
| ------------------ | ------------------ | ------------------ | ------------------ |
| 2015               | Tiflis (Georgia)   | Medalla de bronce  | 75 kg              |
| 2016               | Førde (Noruega)    | Medalla de plata   | 69 kg              |